# Амерешть (Долж)
Амерешть, Амерешті (рум. Amărăști) — село у повіті Долж в Румунії. Входить до складу комуни Феркаш.
Село розташоване на відстані 188 км на захід від Бухареста, 29 км на північ від Крайови.

## Населення
За даними перепису населення 2002 року у селі проживали 612 осіб. Рідною мовою 611 осіб (99,8%) назвали румунську.
Національний склад населення села:
| Національність | Кількість осіб | Відсоток |
| -------------- | -------------- | -------- |
| румуни         | 484            | 79,1%    |
| цигани         | 128            | 20,9%    |